# Głuchów-Lasy
Głuchów-Lasy (dawn. Lasy Głuchowskie) – wieś w Polsce położona w województwie świętokrzyskim, w powiecie kieleckim, w gminie Raków.
W latach 1975–1998 miejscowość administracyjnie należała do województwa kieleckiego.

## Części wsi
| SIMC    | Nazwa      | Rodzaj    |
| ------- | ---------- | --------- |
| 1017149 | Pod Klamką | część wsi |
| 0265402 | Podwale    | część wsi |
| 0265419 | Stawki     | część wsi |
| 0265425 | Wólka      | część wsi |

## Dawne części wsi – obiekty fizjograficzne
W latach 70. XX wieku przyporządkowano i opracowano spis lokalnych części integralnych dla Głuchowa-Lasów zawarty w tabeli 1.

| Nazwa wsi – miasta  | Nazwy części wsi – miasta                              | Nazwy obiektów fizjograficznych – charakter obiektu |
| ------------------- | ------------------------------------------------------ | --- |
| I. Gromada KORZENNO |                                                        | |
| 1. Głuchów-Lasy     | 1. Pod Klamką 2. Podwale 3. Sitarka 4. Stawki 5. Wólka | 1. Do Granicy — pole 2. Dziadowizna — pole 3. Jarzębie — pole 4. Kamionka — pole 5. Kopaliny — pole 6. Podklamcze — las 7. Sitarka — pole 8. Smugi — pole 9. Stawki — pole 10. Za Smugiem — łąka |

## Literatura
1. Kaczmarek Leon (red. nauk. zeszytu), Taszycki Witold (red. nauk. wyd.): Urzędowe Nazwy miejscowości i obiektów fizjograficznych. 33. Powiat staszowski województwo kieleckie. Komisja ustalania nazw miejscowości i obiektów fizjograficznych (do użytku służbowego). Z: 33. Warszawa: Urząd Rady Ministrów. Biuro do Spraw Prezydiów Rad Narodowych, 1970. Brak numerów stron w książce